# Následník trůnu
Následník trůnu je bezprostřední dědic, jehož nárok na trůn je dán prvenstvím v pořadí následnictví. Jeho úlohou je převzetí trůnu po smrti, či abdikaci úřadujícího panovníka. S termínem se obvykle setkáváme u dědičných titulů, zvláště pak v monarchiích. V závislosti na konkrétním upravujícím následnickém právu, je následníkem trůnu obvykle nejstarší potomek monarchy, méně obvykle i jiná osoba vyvolená přímo panovníkem, nebo parlamentem.
Následník trůnu naopak neexistuje ve volené monarchii, neboť nový monarcha je vybírán ze vhodných kandidátů hlasováním (například Svatá říše římská nebo Vatikán).
Vedle přirozeného následníka trůnu se můžeme setkat také s předpokládaným následníkem trůnu, který je rovněž prvním v pořadí následnictví, jeho nárok však může být odsunut na nižší pozici narozením dědice s vyšším nárokem. 
V nejtradičnějších monarchiích, například v Japonsku nebo v evropských monarchiích založených na sálském právu, jsou z následnictví vyloučené ženy, ty tudíž nemohou být následníky trůnu.
Následník trůnu také může vykonávat funkci regenta v nepřítomnosti monarchy, nebo pokud tento nemůže svůj úřad vykonávat, např. z důvodu těžké nemoci, či dlouhodobé nepřítomnosti v zemi. V takovém případě může následník vykonávat veškeré povinnosti náležející panovníkovi. Zároveň v některých státech (např. Nizozemsko či Spojené království) může následník trůnu po dosažení určitého věku, převzít výkon některých povinností monarchy. V Belgii například plnoletí potomci panujícího monarchy podle zákona vstupují do senátu (horní komory federálního parlamentu).

## Tituly následníků trůnu
Následník trůnu je obvykle držitelem osobního šlechtického titulu vycházejícího z tradice dané monarchie.

### Současné monarchie
- Korunní princ – Dánské království, Norské království, Švédské království, Království Saúdské Arábie, Sultanát Brunej, Thajské království,
- Dědičný velkovévoda – Lucemburské velkovévodství
- Dědičný princ – Monacké knížectví, Lichtenštejnské knížectví
- Kníže z Asturie – Španělské království (zejména Kastilie), následník trůnu je tradičně zároveň nositelem titulů:
  - Kníže z Girony – následník trůnu Aragonie,
  - Kníže z Viany – následník trůnu Navarry,
  - Pán z Balaguer – následník trůnu Katalánska,
- Kníže oranžský – Nizozemské království
- Vévoda brabantský – Belgické království
- Kníže z Walesu – Spojené království,
  - Vévoda z Rothesay – následník trůnu Skotska,
- Kótaiši[pozn. 1] – Japonské císařství
- Tupouto‘a – Království Tonga (šlechtický titul náležející následníkovi trůnu)